# Тайфунник Соландра
Тайфунник Соландра, или буроголовый тайфунник (лат. Pterodroma solandri) — морская птица из семейства буревестниковых. Видовое название было дано в честь Даниэля Карлссона Соландера (Daniel Carl Solander, 1733—1782) — шведского ботаника и зоолога.

## Описание
Длина крыла самцов 296—317 мм, самок 284—316 мм, длина клюва у самцов 33—37 мм, самок 30—36 мм, длина хвоста самцов 122—135 мм, самок 120—134 мм. Среднего размера темно-серый тайфунник. Половые, возрастные и сезонных различий в окраске отсутствуют. Верхняя часть тела темно-серого цвета. Передняя часть головы и горла беловатые, часто бывают с тёмными пестринами. Низ тела и подхвостье серо-бурого цвета. Подкрылья несут на себе белые пятна треугольной формы в основании первостепенных маховых перьев. Клюв относительно массивный и чёрный. Ноги темно-серого цвета. Пуховой наряд тёмный, пепельно-серый снизу.

## Ареал и миграции

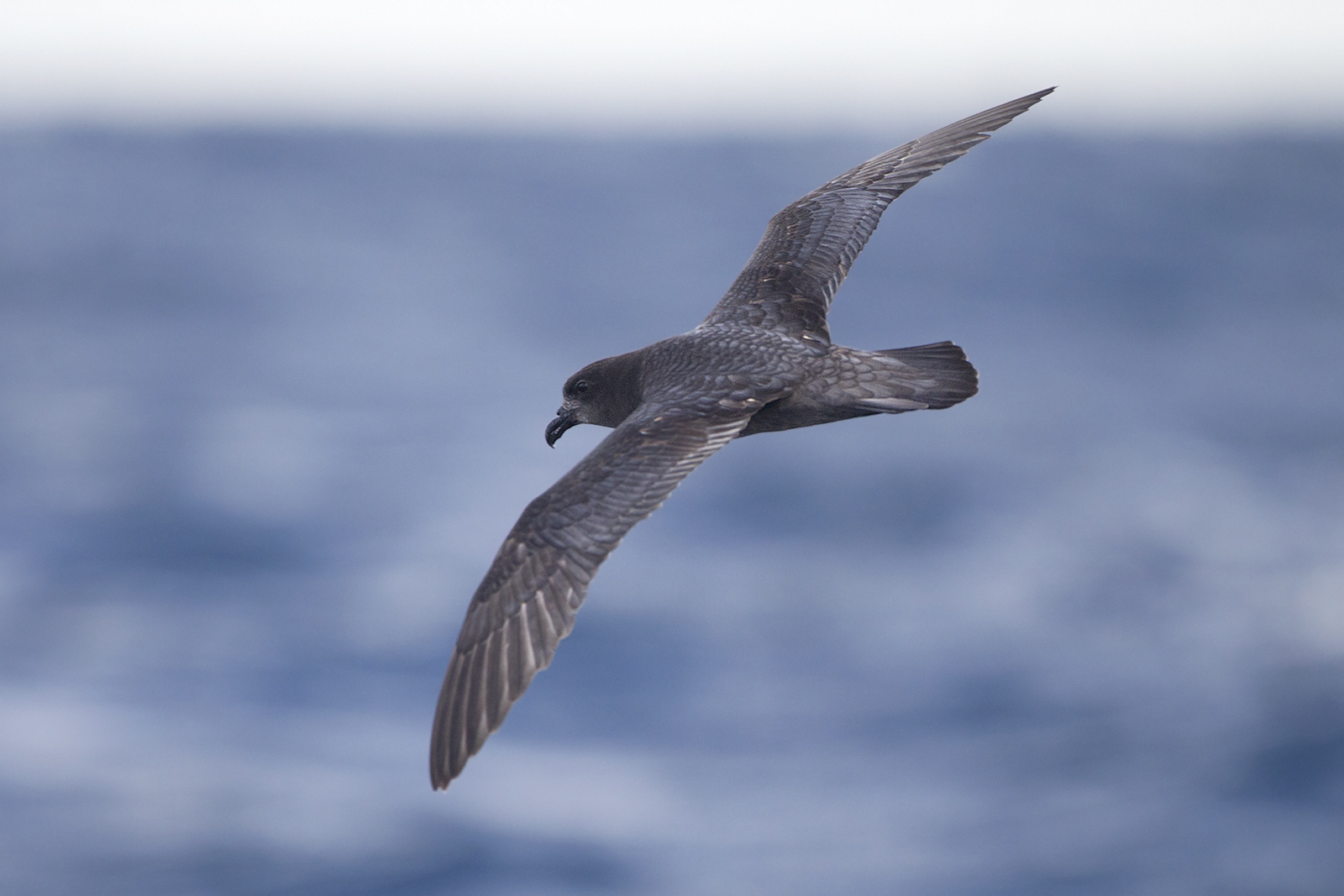
В полёте

Океанический вид, который тяготеет к открытым водам океана. Вид гнездится на острове Лорд-Хау в Тасмановом море. В XIX веке в большом количестве вид гнездился на острове Норфолк.
В южном полушарии встречается преимущественно в юго-западной части Тихого океана. В северном полушарии встречается в западной части океана, где отмечается восточнее островов Рюкю, восточнее Хоккайдо и Курильских островов. Отмечался у Гавайских островов.
В небольшом количестве встречается у южной части Курильских островов в весенне-летне-осенний период. Тайфунник Соландра посещает воды Дальнего Востока России во время летне-осенних кочёвок.

## Биология
В морской период жизни птицы активны в любое время суток. На гнездовье ведут ночной образ жизни. Размножаются колониально, но на море птицы держатся рассеянно. Питаются головоногими моллюсками, ракообразными и другими морскими животными. Пищу птицы берут с поверхности воды, для чего прерывают полёт и садятся на воду.
У берегов Лорд-Хау основу рациона составляли кальмары (преимущественно из семейств Cranchiidae,  Onychoteuthidae,  Spirulidae  и Histioteuthidae) и рыбы (семейство Myctophidae); меньшую роль в питании играли ракообразные (Decapoda и Isopoda). Могут нырять на глубину до 5,2 м, что свидетельствует о возможности добычи пищи на глубине. В желудках обнаружены остатки крупных кальмаров и птиц, что подтверждает клептопаразитизм у данного вида.
В места гнездования прилетают в марте. Яйцекладке предшествует весьма длительный подготовительный период. Гнёзда строят из растительности, устраивают в норах или в расщелинах скал. Норы располагаются на склонах гор. В кладке одно белое яйцо. Откладывание яиц отмечается в июне — июле. Птенцы развиваются в августе — октябре. Слёт молодых происходит в октябре — ноябре.